# Guillemots

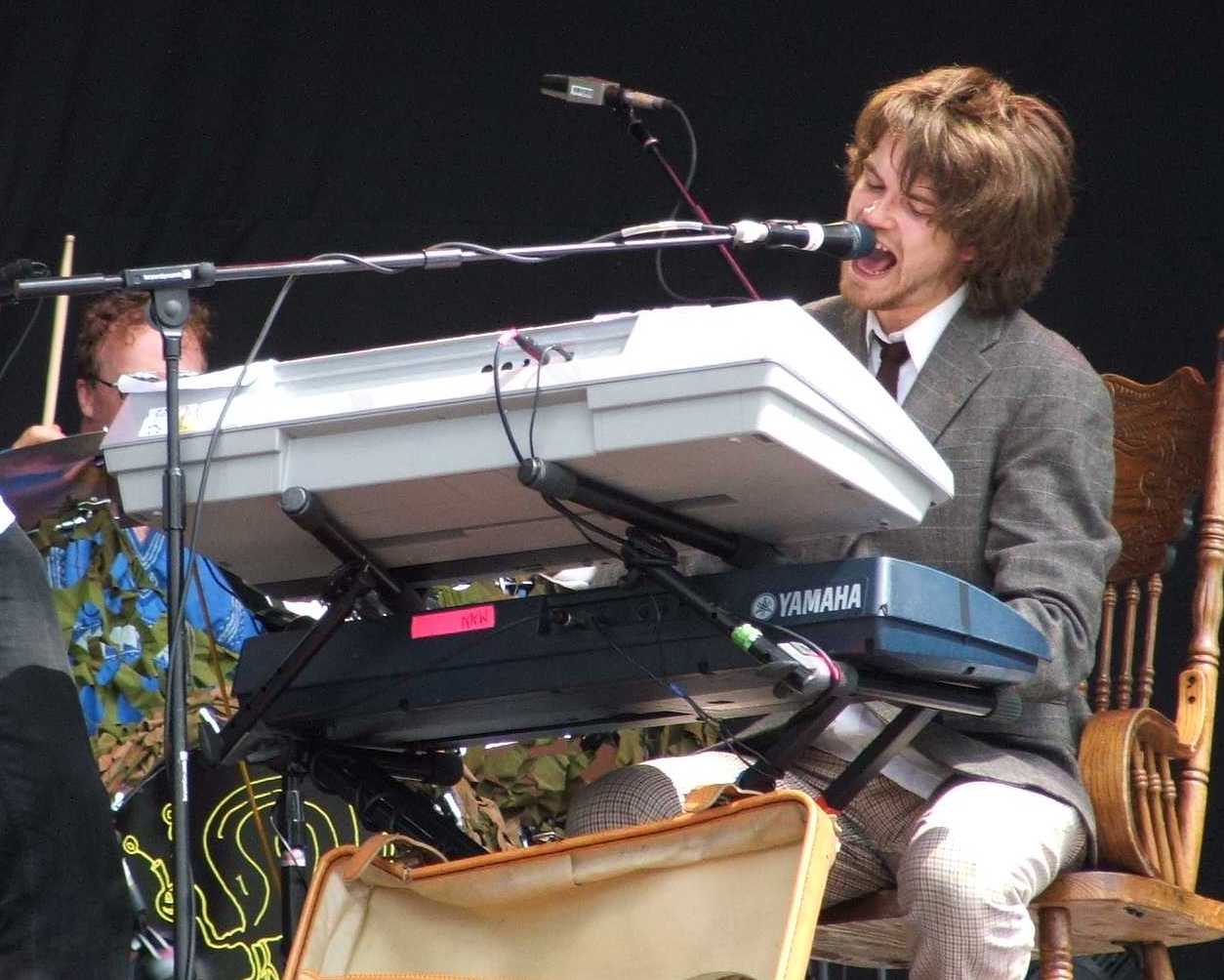
Fyfe Dangerfield uppträder med Guillemots juli 2006.

Guillemots (ibland gUiLLeMoTs) är ett brittiskt indierockband från London i Storbritannien. Bandet startades 2004 av dess frontfigur Fyfe Dangerfield. Deras debutalbum, Through the Windowpane släpptes i juli 2006. De har bland annat blivit nominerade till BRIT Awards.

## Medlemmar
Nuvarande medlemmar
- Fyfe Dangerfield (f. Fyfe Antony Dangerfield Hutchins 7 juli 1980 i Birmingham, England – sång, keyboard, gitarr (2004–)
- Aristazabal Hawkes (f. Aristazabal Emi Chen Hawkes i British Columbia, Kanada) – kontrabas, slagverk (2004–)
- Greig Stewart (också känd som Rican Caol) – trummor, slagverk (2004–)

Tidigare medlemmar
- MC Lord Magrão (f. Ricardo Bombine i São Paulo, Brasilien) – gitarr, basgitarr, mandolin, dragspel, theremin, melodica (2004–2013)

Bidragande musiker ("The Bridled Guillemots")
- Alex J. Ward – altsaxofon
- Christopher Cundy – sopransaxofon, tenorsaxofon, baritonsaxofon, basklarinett

## Diskografi
Album
- 2006 – Through the Windowpane
- 2008 – Red
- 2011 – Walk the River
- 2012 – Hello Land!

EPs
- 2005 – I Saw Such Things in My Sleep EP
- 2006 – Of the Night
- 2006 – From the Cliffs

Singlar
- 2005 – "Trains to Brazil"
- 2006 – "We're Here"
- 2006 – "Made-Up Lovesong No. 43"
- 2006 – "Trains to Brazil" (återutgivning)
- 2007 – "Annie, Let's Not Wait"
- 2008 – "Get Over It"
- 2008 – "Falling Out of Reach"
- 2008 – "Kriss Kross" / "Clarion" (dubbel A-sida)
- 2011 – "The Basket" (13 March 2011)
- 2011 – "I Must Be A Lover"
- 2011 – "I Don't Feel Amazing Now"
- 2012 – "Fleet"